# یالچیکایوو
یالچیکایوو (انگلیسی: Yalchikayevo) یک شهرک در شهرستان کویورگازینسکی جمهوری باشقیرستان در کشور روسیه است.